# François Gauer
 (avril 2017).
 (avril 2017).
François Gauer est un biologiste français, professeur de biologie animale et doyen de la faculté des sciences de la vie de l'université de Strasbourg de 2009 à 2017.
Il travaille actuellement au sein de l'équipe « Rythmes Neuroendocriniens de la Reproduction » à l'institut de neurosciences cellulaires et intégratives du Centre national de la recherche scientifique.
Après ses différentes missions d'encadrement et de coordination, il occupe depuis 2017 la fonction de vice-président Transformation numérique et innovations pédagogiques à la présidence de l'Université de Strasbourg.

## Carrière d'enseignant
François Gauer commence sa carrière d'enseignant-chercheur à l'université de Strasbourg en 1995 où il occupe le poste de maître de conférences en biologie animale.
Dès 1998, il devient coordinateur de parcours de maîtrise puis de master pour les étudiants en biologie.
En 2006, il est promu vice-doyen de la faculté des sciences de la vie de Strasbourg avant d'occuper le statut de doyen de la même composante en 2009.
En 2010, il se voit attribuer le poste de vice-président du jury de l'agrégation externe en sciences de la vie. Il devient président du jury du même concours en 2014.
Depuis ses débuts, François Gauer s'est toujours montré intéressé par les pratiques pédagogiques universitaires. À plusieurs reprises, il a été sollicité par des quotidiens nationaux au sujet de l'évaluation continue intégrale qu'il défend fermement,. Cet engagement l'amène à accepter, en 2014, le poste de vice - président délégué aux pratiques pédagogiques confié par Alain Béretz, alors président de l'Unistra.

## Carrière de chercheur
François Gauer est chef de projet au sein de l'unité propre de recherche UPR 3212 (neurobiologie des fonctions rythmiques) à l'institut de neurosciences cellulaires et intégratives du CNRS. Il fait partie de l'équipe de Valérie Simonneaux et travaille à ses côtés sur l'action de la mélatonine qui influence les rythmes saisonniers des mammifères.
En 1993, il soutient sa thèse sous la direction de Mireille Masson - Peuet. Celle - ci intitulée "Les récepteurs de la mélatonine : régulations nycthemerales, circadiennes et saisonnières" expose le rôle déterminant de la mélatonine dans la régulation des rythmes biologiques.
Ensuite il dirigea deux thèses en neurosciences. L'une en 2007 portant sur "les mécanismes moléculaires impliqués dans les effets de la mélatonine sur les noyaux suprachiasmatiques : Rôle de trois récepteurs orphelins." et l'autre en 2016 concernant le "rôle du RFRP dans le contrôle central de la reproduction saisonnière en fonction du sexe et de la photopériode".
En 2015, il est président de jury pour la thèse suivante : "Déterminants proximaux et contexte évolutif de la dispersion chez deux espèces d'oiseaux, la Cigogne blanche et le Cincle plongeur".
Toujours en 2015, il orchestre une conférence pluridisciplinaire auprès du grand public, intitulée Qu'est-ce que le vivant ? La vie au croisement de la biologie, de la philosophie et de la théologie en compagnie du théologien Karsten Lehmkühler et du philosophe Daniel Frey.

## Au sein de l'administration
En 2012, il exerce la fonction de vice-président délégué aux pratiques pédagogiques à l'Université de Strasbourg. 
En 2017, il devient vice-président Transformation numérique et innovations pédagogiques.
En 2023, il prend le poste de président de l'Institut national supérieur du professorat et de l'éducation de Strasbourg.